# FM FESTIVAL LIFE MUSIC AWARD
FM FESTIVAL LIFE MUSIC AWARD（エフエムフェスティバル・ライフミュージックアウォード）は、JAPAN FM NETWORK（JFN）系列全国38局のFM局がかつて主催していた音楽賞。

## 概要
2007年に「FM FESTIVAL RADIO AWARD IN JAPAN "LIFE MUSIC 2007"」の名称でスタート。元々JFN系列が主催していた音楽賞としては、1976年から2002年にかけて開催された「ライオンリスナーズグランプリ」→「JFNリスナーズアウォード」が存在したため、事実上5年ぶりに音楽賞が復活した格好となる。2009年に現在の名称に改められたが、2010年以降は開催されていない。
旧JFNリスナーズアウォードがその年にメジャーデビューした新人のみを対象とした賞なのに対し、本賞は部門ごとにシングル・アルバム・アーティスト等をノミネートして最優秀賞を決定した上で、最優秀賞受賞者の中から大賞である「LIFE MUSIC OF THE YEAR」を決定する方式だった。
なお、FMフェスティバルは2020年から原点の音楽祭のイベントに戻って、2020年・2021年とも11月3日に生放送が行われているが、上記のような音楽賞のコンテストは復活していない。

## 受賞者

### LIFE MUSIC OF THE YEAR
- 2007年: BUMP OF CHICKEN[3]
- 2008年: キマグレン[4]
- 2009年: RADWIMPS[5]